# Guida turistica (editoria)

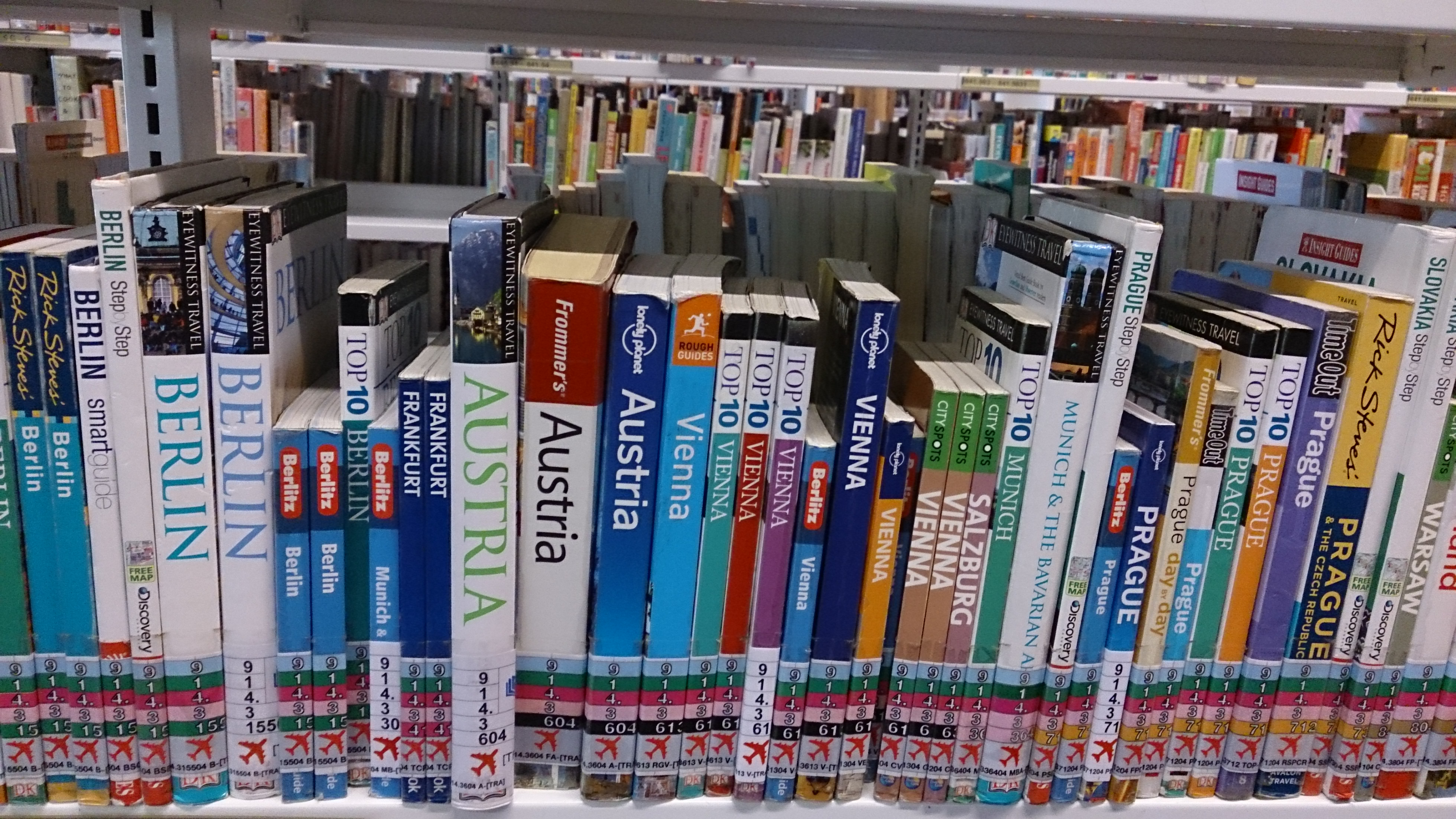
Guide turistiche in una biblioteca

Una guida turistica è una pubblicazione contenente informazioni su attrazioni, alloggi, ristoranti, trasporti, aree di svago e attività che si possono trovare all'interno di un'area turistica o durante un viaggio. Le guide possono anche raccogliere notizie storiche, contenere mappe di vario tipo, e indicare la posizione delle tappe da fare nel corso di un viaggio avventura.
Le guide contemporanee sono di fatto agende turistiche promozionali di un dato territorio, indirizzando i flussi turistici verso obbiettivi ritenuti, a torto o a ragione, imperdibili per il fruitore-turista-consumatore.  

## Storia

### Antichità

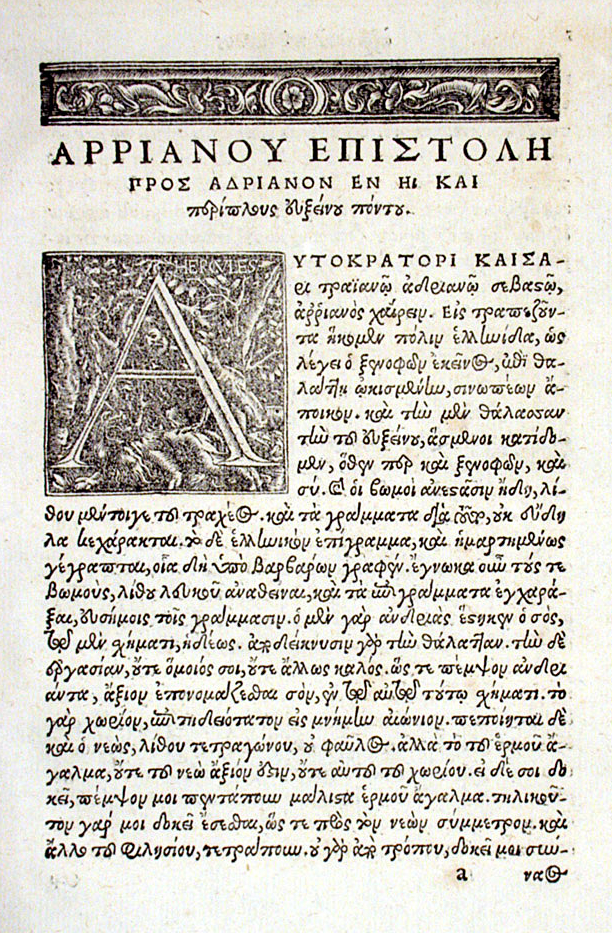
Incipit del Periplo del Ponto Eusino di Arriano

Un precursore delle odierne guide turistiche è il periplo che, nell'antica Grecia, offriva una descrizione dei porti di un determinato mare e indicazioni utili alla navigazione. Un esempio di periplo è quello del Mar Eritreo. La medesima finalità l'avevano gli itinerarium, che descrivevano gli itinerari stradali nell'antica Roma.
La periegesis era un genere letterario affermato durante l'età ellenistica; ad esso è da ricondurre un'opera perduta di Agaclito che descriveva Olimpia. L'opera verrà successivamente citata sulla Suda e da Fozio. Dionigi il Periegeta fu l'autore di una descrizione del mondo abitabile in versi esametri greci scritta in uno stile conciso ed elegante; si pensa che avesse vissuto ad Alessandria durante l'epoca di Adriano. L'Hellados Periegesis, scritta  da Pausania durante il II secolo d.C., offre uno sguardo sui luoghi caratteristici dell'antica Grecia, contiene diverse informazioni inerenti alle opere scultoree e architettoniche dell'epoca, e riporta alcune informazioni sulle usanze del periodo. Questo volume viene considerato da molti studiosi di cultura classica, ed è da considerarsi una guida turistica ante litteram. Un altro itinerario di viaggio viene descritto dalla pellegrina Egeria, e riporta le sue esperienze in Terra Santa durante il IV secolo d.C.

### Medioevo
In Arabia, durante il medioevo, circolavano delle guide destinate ai viaggiatori che erano alla ricerca di manufatti e tesori, ed erano scritte da cacciatori di tesori, maghi e alchimisti. Questo è dimostrato da ciò che accadeva in Egitto, ove i cacciatori di tesori aspiravano a trovare preziose antichità egizie. Alcuni tomi riportavano di essere in grado di dissolvere delle barriere magiche che si pensava proteggessero i manufatti.
Durante la dinastia Song cinese, si diffuse la letteratura di viaggio (960-1279). Il genere era chiamato youji wenxue ed era spesso scritto in uno stile che poteva presentarsi sotto forma di narrazione, prosa, saggio e diario. Autori di letteratura di viaggio come Fan Chengda (1126-1193) e Xu Xiake (1587-1641) inserirono molte informazioni geografiche e topografiche nei loro scritti. In un suo saggio su un "viaggio di un giorno", Su Shi (1037-1101) riporta delle riflessioni filosofiche e morali.

### Età moderna

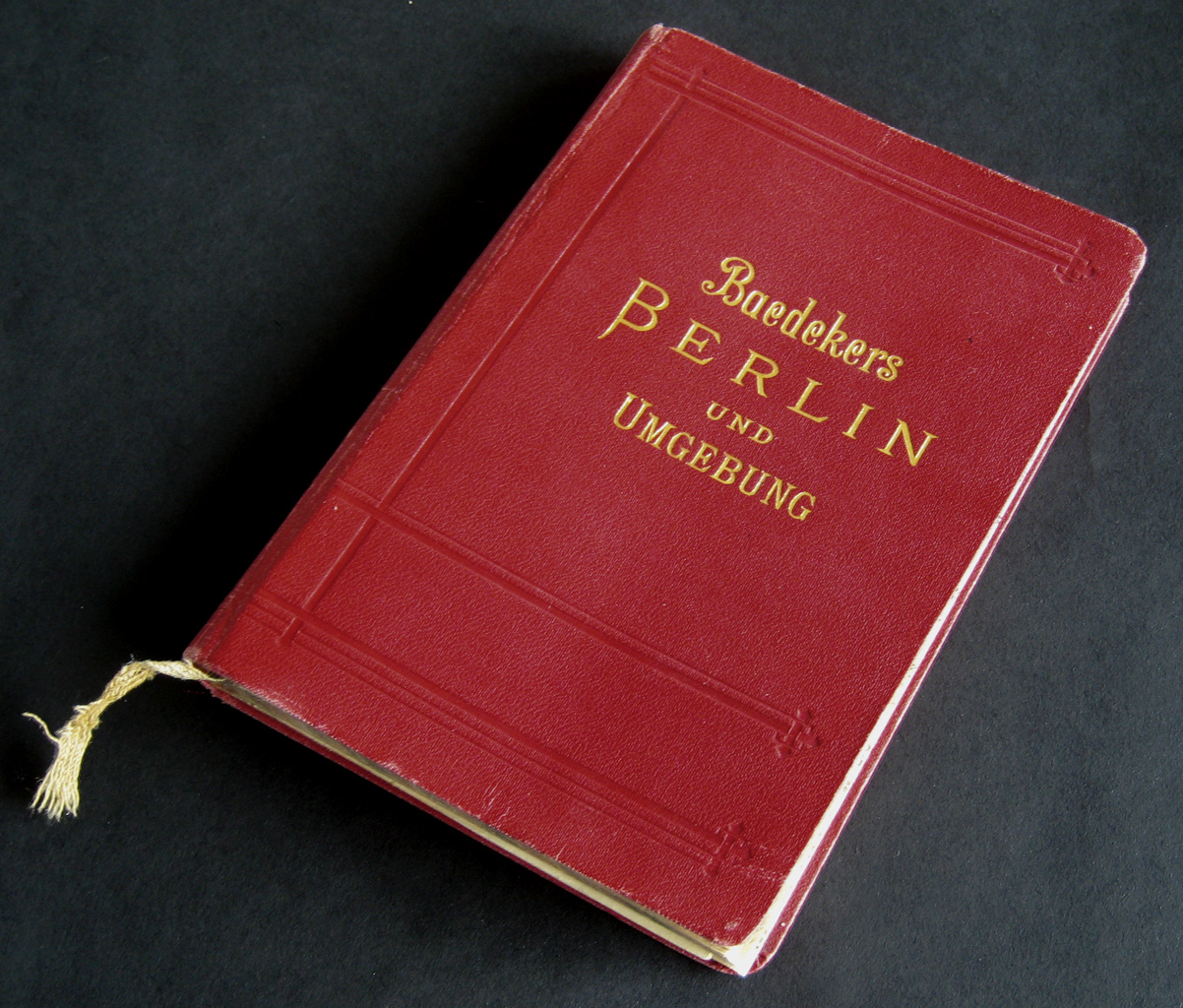
Guida della Baedeker

In Occidente, il successo delle guide portatili che riportavano informazioni storiche sull'arte e i monumenti fu possibile grazie alla moda del Grand Tour che si era diffusa fra gli aristocratici del diciassettesimo secolo. Ebbero particolare fortuna i volumi dedicati all'Italia: Richard Lassels (1603-1668) scrisse una serie di guide pubblicate postume a Parigi e Londra (1670) che prendevano il titolo di The Voyage of Italy e, durante il Settecento, molti inglesi acquistarono A Tour Through Sicily and Malta di Patrick Brydone.
Tra il 1626 e il 1649 l'editore olandese Officina Elzeviriana, appartenente al casato degli Elzevir, pubblicò una collana di libri tascabili di successo conosciuta come le Respublicae Elzevirianae, considerata l'antenata delle moderne guide turistiche. Questi libri fornivano informazioni sulla popolazione la geografia, l'economia, e la storia di un paese europeo, africano o del vicino od estremo Oriente.

### Età contemporanea

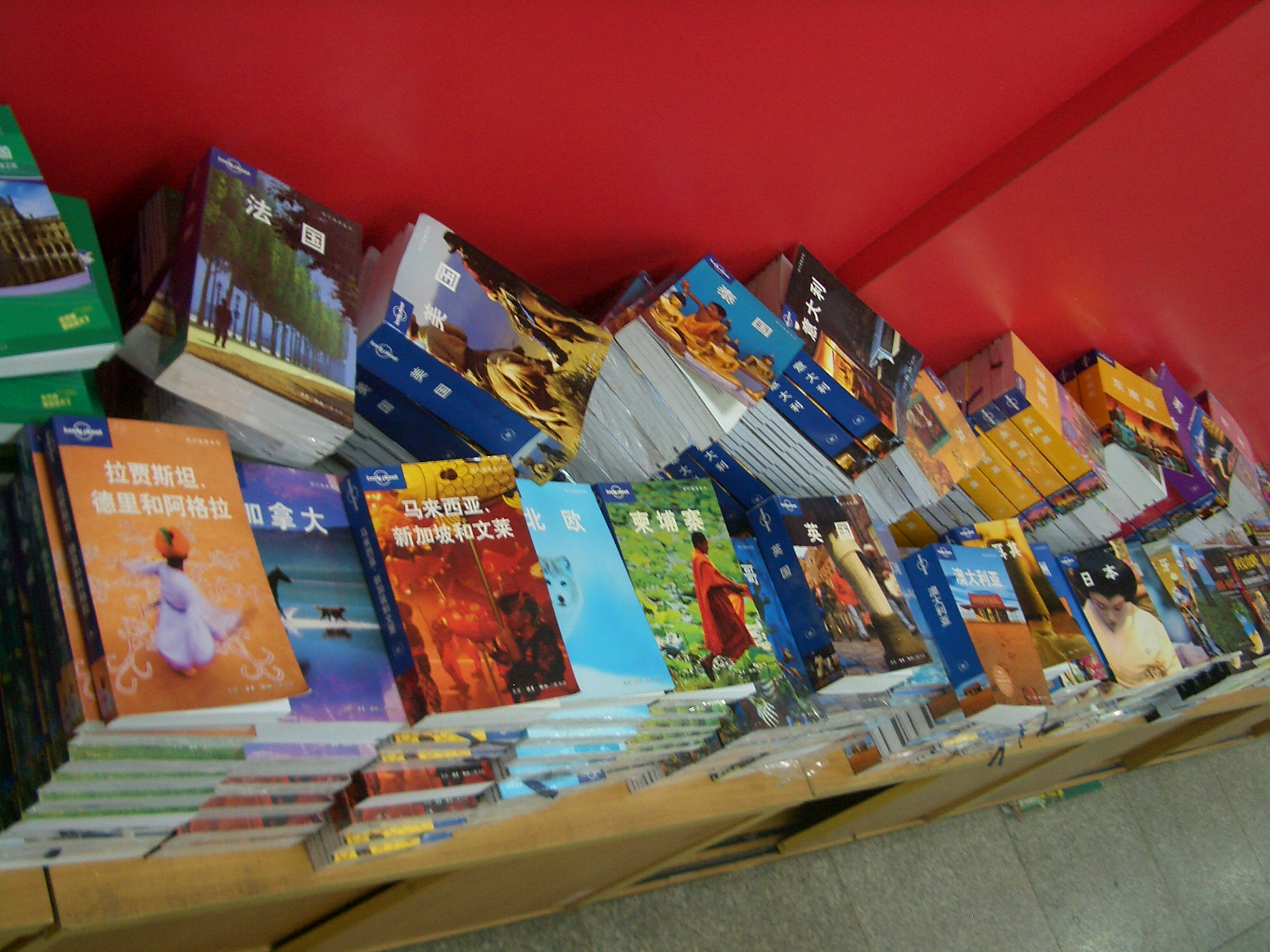
Guide della Lonely Planet in lingua cinese

Mariana Starke (1762-1838) determinò il passaggio dallo stile idiosincratico delle prime guide turistiche usate nel Grand Tour a quello più informativo e impersonale di quelle odierne. Le sue opere pubblicate dall'influente John Murray diventeranno delle pietre miliari del loro genere nel Regno Unito. Il suo libro dedicato ai viaggi da fare in Italia e Francia del 1824, nacque dall'esigenza di venire incontro ai britannici che, a partire dal 1815, avevano iniziato a viaggiare con maggiore frequenza all'estero. La guida di Starke spiega come organizzare un viaggio insieme alla famiglia quando si ha un budget limitato, riporta per la prima volta consigli sul come gestire i bagagli, spiega come ottenere un passaporto, riporta il prezzo esatto di vitto e alloggio di vari alberghi, e consigli sulla cura degli invalidi durante un soggiorno all'estero. Inoltre, Il volume presenta un sistema di valutazione dei servizi a punti esclamativi che precorre quello contemporaneo a stelline.
In Germania il tedesco Karl Baedeker acquisì la casa editrice Franz Friedrich Röhling di Coblenza che, nel 1828, pubblicò un manuale per viaggiatori attribuito al professor Johannes August Klein e intitolato Rheinreise von Mainz bis Cöln; ein Handbuch für Schnellreisende. L'opera verrà riedita più volte e subirà poche modifiche nel corso dei dieci anni seguenti. Inoltre fungerà da modello per le altre guide turistiche pubblicate dalla Franz Friedrich Röhling. Nel 1839, dopo la morte di Klein, uscì una nuova edizione di Rheinreise von Mainz bis Cöln in cui Baedeker esprime dei pareri sul cosa una guida turistica dovesse offrire al viaggiatore mentre affronta un viaggio. Baedeker voleva spronare il turista a servirsi esclusivamente dei volumi turistici senza adottare altri mezzi qualora lui volesse cercare informazioni turistiche di qualunque tipo. Pur avendo preso a modello l'approccio della John Murray, Karl Baedeker lasciò un importante lascito nell'editoria turistica. Dopo aver goduto di un certo successo anche Oltremanica, le guide della Baedeker divennero le più impopolari nel corso della prima guerra mondiale, in quanto ritenute "sostenitrici dello sforzo bellico tedesco".
Nel 1922, l'italiana Touring Club pubblicò la prima guida in lingua straniera. Nel 1925 la Hachette inaugurò una guida illustrata conosciuta come La Côte d’Azur de Marseille a San Remo, ove le fotografie prendono il posto dei disegni, che era una novità per l'epoca. Dopo la seconda guerra mondiale, l'ungherese Eugene Fodor pubblicò una guida sull'Europa continentale rivolta al pubblico statunitense. Arthur Frommer scrisse Europe on $5 a Day (1957), che indica vari luoghi e attrattive che si potevano raggiungere spendendo pochissimo denaro.
Con l'avvento delle tecnologie digitali, nacquero i siti di viaggi le guide subirono un drastico calo di vendite. Fra le più note guide turistiche oggi presenti nel mercato vi sono quelle di Let's Go, Lonely Planet, Insight Guides e Rough Guides.